# 751
| 751                |
| ------------------ |
| Dødsfald - Fødsler |
|                    |

| Gregoriansk kalender | 751 DCCLI               |
| Ab urbe condita      | 1504                    |
| Armensk kalender     | 200 ԹՎ Մ                |
| Kinesiske kalender   | 3447 – 3448 庚寅 – 辛卯 |
| Etiopisk kalender    | 743 – 744               |
| Jødisk kalender      | 4511 – 4512             |
| Hindukalendere       |                         |
| - Vikram Samvat      | 806 – 807               |
| - Shaka Samvat       | 673 – 674               |
| - Kali Yuga          | 3852 – 3853             |
| Iransk kalender      | 129 – 130               |
| Islamisk kalender    | 133 – 134               |

Se også 751 (tal)

## Begivenheder
- Pipin den Lille bliver valgt som frankernes konge af den frankiske adel, hvilket markerer slutningen på det merovingiske og begyndelsen på det karolingiske dynasti.
- Langobardernes konge Aistulf indtager Ravenna og Romagna og nedlægger dermed det byzantinske eksarkat i Ravenna.
- Den ledende minister i Silla, Gim Daeseong, giver ordrer til, at konstruktionen af Bulguksa- og Seokguram-templerne ved Gyeongju skal begynde (i det nuværende Sydkorea).
- Den japanske poetiske antologi Kaifūsō bliver samlet.
- Araberne besejrer kineserne i slaget ved Talas-floden i det nuværende Kirgisistan.

## Født
- Karloman 1., frankisk konge

## Dødsfald
- Childerik 3., frankisk konge (formodet dødsår)